# Western Australian Naturalist
Western Australian Naturalist (abreviado W. Austral. Naturalist) es una revista con ilustraciones y descripciones botánicas que es editada en Perth desde el año 1947. Fue precedida por West Australian Naturalist.